# Mathematics Genealogy Project
Mathematics Genealogy Project (en español: Proyecto de genealogía de matemáticas) es una base de datos en línea para la genealogía académica de las matemáticas. Contiene desde 2007 información de fechas de graduación, alma mater, supervisores doctorales y estudiantes doctorales de más de 100 000 matemáticos.

## Historia
El proyecto surgió como una iniciativa de Harry Coonce, un profesor de matemáticas de la Universidad Estatal de Minnesota, ubicada en Mankato, Minnesota. Luego del retiro de Coonce en 1999, el proyecto continuó unos años, hasta que en 2002 la universidad decidió retirarle su apoyo. Sin embargo, dada la relevancia del proyecto, este continuó operando bajo los auspicios de la American Mathematical Society y la North Dakota State University. En 2005 recibió una subvención del Instituto Clay de Matemáticas.
Actualmente, de acuerdo con declaraciones del propio proyecto, «cuando usamos la palabra matemáticas o matemático nos referimos a esa palabra en un sentido muy incluyente. Por lo tanto, todos los datos relevantes de estadística, la informática, la filosofía o la investigación de operaciones es bienvenido».
La información genealógica se obtiene de fuentes tales como Dissertation Abstracts International y Notices from AMS, pero puede ser suministrada por cualquier persona a través de la página web del proyecto. La base de datos contiene el nombre del matemático, universidad y año en que se otorgó el grado, título de la tesis, nombres del primer y segundo consejero, una bandera del país en el que fue galardonado con el grado, y un recuento de las descendencias académicas.